# サーバサイドスクリプト

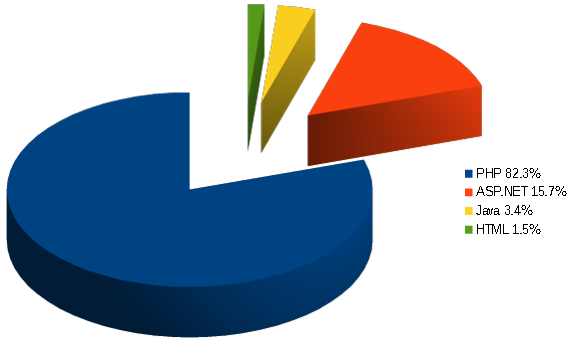
サーバサイドスクリプトで使用される言語の割合。

サーバサイドスクリプトとは、Webサーバ上で動作し、Webサーバ上でプログラムの実行が要求されるたびに、結果をウェブブラウザに対して送信するようなプログラムである。
サーバサイドスクリプトでは、Webサーバからウェブブラウザに送信される時点で既に処理が完了しており、スクリプトを含まない通常の HTML がデータとして送出される。この点で、HTMLと同時に送信され、ウェブブラウザにて実行されるクライアントサイドスクリプト（この用途では、主に JavaScript が使われている）とはまったく異なる概念である。
ウェブサーバプログラムの機能の主体は、あらかじめ用意された情報を利用者（クライアント）の要求に応じて送り返すことである。そのためサーバプログラム単体では情報をその場で動的に生成してクライアントに送信するような仕組みを作ることはできなかった。 そこでサーバプログラムから他のプログラムを呼び出し、その処理結果をクライアントに送信する方法が考案された。
実行速度やテキスト処理の容易さなどの兼ね合いにより Perl が使われることが多かった。近年では、Perl に加えて PHP、Python、Ruby なども広く使われている。
代表的なアプリケーションには、電子掲示板、アクセスカウンタ、Wiki やブログシステムなどがある。
Webサーバとスクリプト処理系をつなぐ機構としては、CGI、データベースとスクリプト処理系をつなぐ機構としてはSQLクエリが使われてきたが、近年ではウェブアプリケーションに使うインタプリタや、アプリケーション本体を常駐させたり、スクリプトの実行結果や実行に必要なデータをキャッシュすることにより高速化、スケール化を図っている。
2010年代に入り、サーバサイド JavaScript も多用されるようになった。特に Node.js は、ウェブアプリケーション構築に頻繁に用いられている。